# Ferrovia Safi-Benguerir
La ferrovia Safi–Benguerir è una linea ferroviaria a doppio binario a scartamento normale ed  elettrificata, del Marocco. Si dirama dalla Casablanca–Marrakech a Benguerir, dirigendosi a Safi passando per Youssoufia.
Il trasporto merci ha la predominanza del traffico sulla linea ed è costituito soprattutto da treni completi di carri tramoggia speciali in lega leggera gestiti dall'OCP Group e curati dalla ONCF.
Nove treni completi al giorno percorrono la direttrice Benguerir–Youssoufia–Safi.

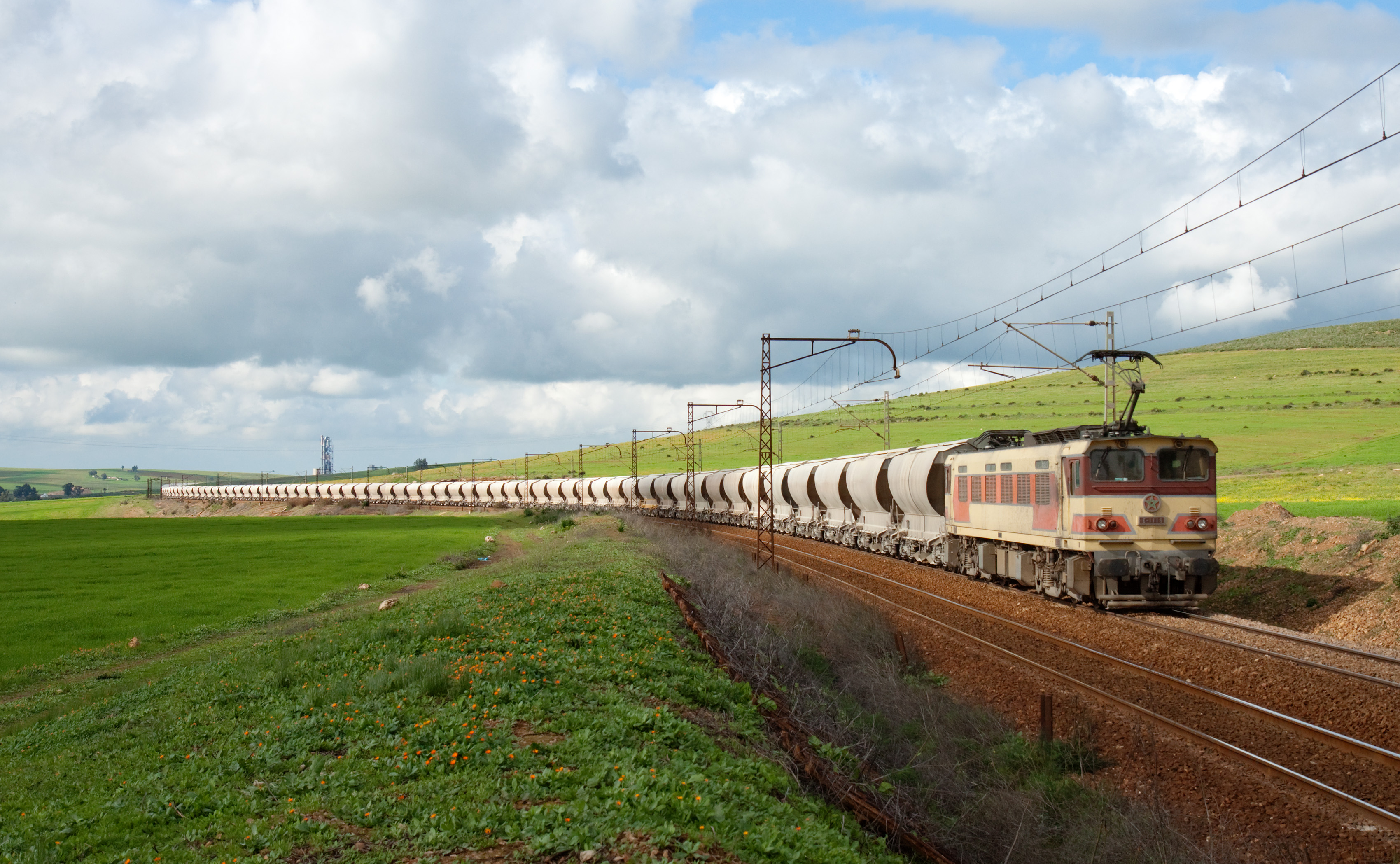
Treno merci di tramogge vuote per trasporto fosfati